# ویلموف (ناحیه هاولیتشکوف برود)
ویلموف (به چکی: Vilémov) یک منطقهٔ مسکونی در جمهوری چک است که در ناحیه هاولیتشکوف برود واقع شده‌است. ویلموف ۲۴٫۵۶ کیلومتر مربع مساحت و ۹۹۰ نفر جمعیت دارد و ۳۵۸ متر بالاتر از سطح دریا واقع شده‌است.